# 시리아의 섬 목록
시리아는 서아시아에 있는 국가로, 서쪽으로는 레바논과 지중해, 북쪽으로는 튀르키예, 동쪽으로는 이라크, 남쪽으로는 요르단, 남서쪽으로는 이스라엘과 국경을 접하고 있다. 시리아의 지리는 비옥한 평야, 높은 산, 사막을 포함한다.

## 바다섬
시리아에 속하는 바다섬은 정확히 5개이다. 이 섬들은 모두 타르투스 지역의 지중해 연안과 가깝다.
- 자지라트 바시라: 약 4,500 m2로, 시리아 해변에서 770미터 떨어져 있다.[2] 북위 34° 58′ 59″ 동경 35° 52′ 10″ / 북위 34.98306°  동경 35.86944°
- 아르와드, 시리아에서 가장 큰 섬이자 유일하게 사람이 거주하는 섬이다.[3][1]
- 알-아바스: 아르와드섬 남쪽에 있으며 약 13,000 m2로, 아르와드에서 3.49킬로미터, 시리아 해변에서 2.77킬로미터 떨어져 있다.[1][4] 북위 34° 49′ 23″ 동경 35° 52′ 22″ / 북위 34.82306°  동경 35.87278°
- 마크루드: 암석섬으로 약 3,000 m2이며, 시리아 해변에서 3.47킬로미터 떨어져 있다.[1] 북위 34° 46′ 58″ 동경 35° 53′ 10″ / 북위 34.78278°  동경 35.88611°
- 알-파리스: 암석섬으로 2,000 m2이며, 시리아 해변에서 3.3킬로미터 떨어져 있다.[1] 북위 34° 47′ 39″ 동경 35° 52′ 56″ / 북위 34.79417°  동경 35.88222° 
  - 알-파니야스: 아부 알 파리스섬 북서쪽 근처에 있는 작은 암석섬으로 약 100 m2이다.[1]

참고: 섬 목록은 북쪽에서 남쪽 순이다.

## 내륙섬
- 칼라트 자바르: 1974년 아사드호 형성으로 섬이 된 언덕 위 성이다.
- 자지라트 알-타우라: 혁명의 섬은 아사드호에 지정된 자연보호구역이다.